# Challenger de Drummondville 2023 - Doppio
Il doppio del torneo di tennis professionistico Challenger de Drummondville 2023, facente parte della categoria Challenger 75 nell'ambito dell'ATP Challenger Tour 2023, si è giocato dal 13 al 19 novembre a Drummondville, in Canada. Tra le sedici coppie di partecipanti erano assenti Julian Cash e Henry Patten, i detentori del titolo.
In finale André Göransson e Toby Samuel hanno sconfitto Liam Draxl e Giles Hussey con il punteggio di 6(2)–7, 6–3, [10–8].

## Teste di serie
1. Piotr Matuszewski /  Kai Wehnelt (quarti di finale)
2. André Göransson /  Toby Samuel (campioni)

1. Andrew Paulson /  Michael Vrbenský (semifinale)
2. Charles Broom /  Ben Jones (primo turno)

## Wildcard
1. Sid Donarski /  Eloi Roux (primo turno)

1. Dan Martin /  Nicaise Muamba (primo turno)

## Tabellone

### Legenda
| - Q = Qualificato - WC = Wild card - LL = Lucky loser | - ALT = Alternate - SE = Special Exempt - PR = Protected Ranking | - w/o = Walkover - r = Ritirato - d = Squalificato |

|  | Primo turno | Primo turno                  | Primo turno                  | Primo turno | Primo turno |  |  | Quarti di finale | Quarti di finale             | Quarti di finale             | Quarti di finale     | Quarti di finale     |   |      | Semifinali | Semifinali               | Semifinali           | Semifinali                  | Semifinali |   |      | Finale | Finale | Finale | Finale | Finale |  |
|  |             |                              |                              |             |             |  |  |                  |                              |                              |                      |                      |   |      |            |                          |                      |                             |            |   |      |        |        |        |        |        |  |
|  | 1           | P Matuszewski K Wehnelt      | P Matuszewski K Wehnelt      | 6           | 7           |  |  |                  |                              |                              |                      |                      |   |      |            |                          |                      |                             |            |   |      |        |        |        |        |        |  |
|  | WC          | S Donarski E Roux            | S Donarski E Roux            | 4           | 64          |  |  | 1                | P Matuszewski K Wehnelt      | P Matuszewski K Wehnelt      | 4                    | 1                    |   |      |            |                          |                      |                             |            |   |      |        |        |        |        |        |  |
|  |             | L Saville L Tu               | L Saville L Tu               | 62          | 4           |  |  |                  | T-S Kwiatkowski A Lawson     | T-S Kwiatkowski A Lawson     | 6                    | 6                    |   |      |            |                          |                      |                             |            |   |      |        |        |        |        |        |  |
|  |             | T-S Kwiatkowski A Lawson     | T-S Kwiatkowski A Lawson     | 7           | 6           |  |  |                  |                              |                              |                      |                      |   |      |            | T-S Kwiatkowski A Lawson | 63                   | 6                           | [8]        |   |      |        |        |        |        |        |  |
|  | 4           | C Broom B Jones              | C Broom B Jones              | 3           | 5           |  |  |                  |                              |                              | L Draxl G Hussey     | 7                    | 3 | [10] |            |                          |                      |                             |            |   |      |        |        |        |        |        |  |
|  |             | L Draxl G Hussey             | L Draxl G Hussey             | 6           | 7           |  |  |                  | L Draxl G Hussey             | L Draxl G Hussey             | 6                    | 6                    |   |      |            |                          |                      |                             |            |   |      |        |        |        |        |        |  |
|  |             | S Duncan K Stevenson         | 4                            | 6           | [10]        |  |  |                  | S Duncan K Stevenson         | S Duncan K Stevenson         | 4                    | 1                    |   |      |            |                          |                      |                             |            |   |      |        |        |        |        |        |  |
|  |             | M Kiger B Sigouin            | 6                            | 3           | [8]         |  |  |                  |                              |                              |                      |                      |   |      |            | Liam Draxl Giles Hussey  | 7                    | 3                           | [8]        |   |      |        |        |        |        |        |  |
|  |             | D Jordà Sanchis L Wiedenmann | D Jordà Sanchis L Wiedenmann | 6           | 6           |  |  |                  |                              |                              |                      |                      |   |      |            |                          | 2                    | André Göransson Toby Samuel | 62         | 6 | [10] |        |        |        |        |        |  |
|  |             | Jac Vance Jam Vance          | Jac Vance Jam Vance          | 3           | 1           |  |  |                  | D Jordà Sanchis L Wiedenmann | D Jordà Sanchis L Wiedenmann | 4                    | 64                   |   |      |            |                          |                      |                             |            |   |      |        |        |        |        |        |  |
|  |             | JC Aguilar T Hilderbrand     | 78                           | 6           | [8]         |  |  | 3                | A Paulson M Vrbenský         | A Paulson M Vrbenský         | 6                    | 7                    |   |      |            |                          |                      |                             |            |   |      |        |        |        |        |        |  |
|  | 3           | A Paulson M Vrbenský         | 6                            | 78          | [10]        |  |  |                  |                              |                              |                      |                      |   |      | 3          | A Paulson M Vrbenský     | A Paulson M Vrbenský | 3                           | 2          |   |      |        |        |        |        |        |  |
|  |             | S Diez M Kaśnikowski         | S Diez M Kaśnikowski         | 2           | 4           |  |  |                  |                              | 2                            | A Göransson T Samuel | A Göransson T Samuel | 6 | 6    |            |                          |                      |                             |            |   |      |        |        |        |        |        |  |
|  |             | A Dougaz B Lock              | A Dougaz B Lock              | 6           | 6           |  |  |                  | A Dougaz B Lock              | A Dougaz B Lock              | 3                    | 2                    |   |      |            |                          |                      |                             |            |   |      |        |        |        |        |        |  |
|  | WC          | D Martin N Muamba            | D Martin N Muamba            | 4           | 1           |  |  | 2                | A Göransson T Samuel         | A Göransson T Samuel         | 6                    | 6                    |   |      |            |                          |                      |                             |            |   |      |        |        |        |        |        |  |
|  | 2           | A Göransson T Samuel         | A Göransson T Samuel         | 6           | 6           |  |  |                  |                              |                              |                      |                      |   |      |            |                          |                      |                             |            |   |      |        |        |        |        |        |  |